# Odontolabis cuvera
Espèce
Odontolabis cuvera est une espèce d'insectes coléoptères de la famille des Lucanidae et de la sous-famille des Lucaninae.

## Dénomination
Espèce décrite par l'entomologiste britannique Frederick William Hope en 1842, sous le nom d'Odontolabis cuvera.

## Taxinomie
Liste des sous-espèces :
- Odontolabis cuvera alticola (Möllenkamp, 1902)
- Odontolabis cuvera boulouxi (Lacroix, 1984)
- Odontolabis cuvera cuvera (Hope, 1842)
- Odontolabis cuvera fallaciosus (Boileau, 1901)
- Odontolabis cuvera lunulatus (Lacroix, 1984)
- Odontolabis cuvera mandibularis (Möllenkamp, 1909)
- Odontolabis cuvera sinensis (Westwood, 1848)

## Répartition
Cette espèce est originaire d'Asie du Sud-Est et vit au Bangladesh, en Inde (Darjeeling, Assam), au Népal et au Bhoutan.